# 格拉阿迪亞姆河
13°28′55″N 39°10′37″E / 13.482°N 39.177°E

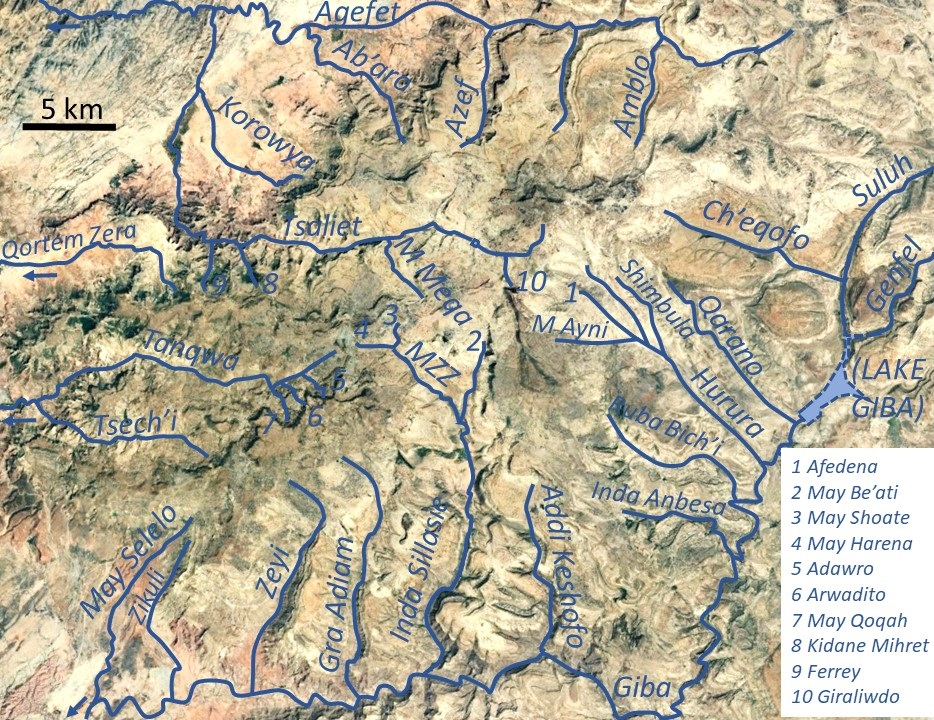

格拉阿迪亞姆河是埃塞俄比亞的河流，位於該國北部，處於提格雷州，屬於吉巴河的支流，是尼羅河流域的一部分，河道全長15公里。